# Brunfelsia amazonica
Brunfelsia amazonica là loài thực vật có hoa trong họ Cà. Loài này được Morton mô tả khoa học đầu tiên năm 1949.